# Попов, Георгий Леонтьевич
Гео́ргий Лео́нтьевич Попо́в (3 мая 1918 года, деревня Прыганка Алтайского края — 9 августа 1995 года, Минск) — советский, белорусский писатель.

## Биография
Георгий Леонтьевич Попов родился в семье крестьянина, в деревне Прыганка Алтайского края.
- 1938 год — окончил фельдшерскую школу,
- 1938—1941 — работал фельдшером,
- 1940—1941 — учился на литературном факультете Новосибирского педагогического института.
- Георгий Леонтьевич — участник Великой Отечественной войны; воевал в составе 246-й стрелковой дивизии.
- 1945—1955 — был военным журналистом;
- 1956—1966 — был журналистом в газете «Каменская правда»;
  - 1959 год — стал членом СП СССР.
- 1966—1978 — был заместителем главного редактора журнала «Неман».

Проживал и скончался в Минске.

### Литературная деятельность
- 1952 год — альманах «Советская Отчизна».

Георгий Леонтьевич  — автор книг прозы:
- 1956 год — «В родном полку». Рассказы. М.;
- 1974 год — «За тридевять планет»[1]. Научно-фантастическая повесть; Переиздания:
  - 1976 год,
  - 1990 год. Минск.
- 1977 год — «Поездка в Тростену». Рассказы, повесть. Минск;
- 1977 год — «Люди и тени». Научно-фантастическая повесть;
- 1978 год — «Память». Рассказы. Минск;
- 1981 год — «Низкий поклон». Рассказы, повесть. Минск;
- 1985 год — «Первое лето»[2]. Повесть. Минск;
- 1986 год — «В шести часах на автобусе»: повести и рассказы. Москва: Советский писатель. 352 с.
- 1989 год — «На том, на волжском берегу». Рассказы и повесть;
- 1989 год — «На дороге». Рассказы, повесть. Минск;

## Награды
Георгий Леонтьевич — заслуженный работник культуры БССР (1977 год).
Он был награждён орденами:
- Красной Звезды,
- Отечественной войны 2-й степени,
- «Знак почёта»,

а также: Почётной грамотой Президиума ВС БССР.